# Afterhours

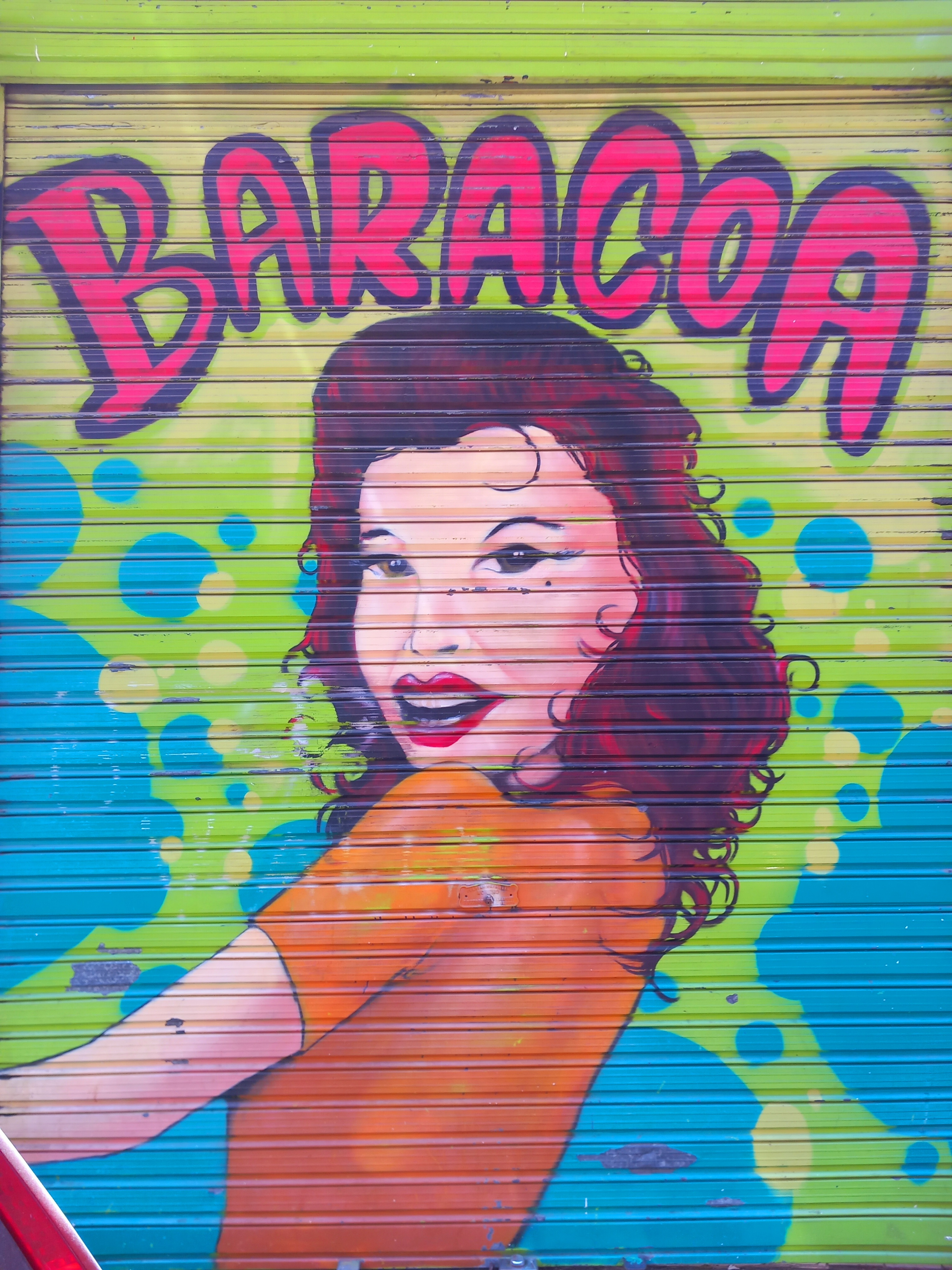
Baracoa, conegut afterhours de Lleida de la dècada del 2010

Un afterhours (abreujat after), o fora-d'hores, es un bar o discoteca que obre durant la matinada i el matí després del tancament dels altres locals nocturns. Són comuns generalment en l'escena de la música electrònica. Existeixen afterhours amb ambientació i música propícia per a descansar, associats al moviment chill out, i afterhours per a ballar que obren fins més tard de l'horari de tancament normal. Els after-afterhours obren al migdia després dels afterhours corrents i tanquen a la tarda o nit.
El terme no s'empra de manera unívoca. En països on hi ha restriccions quant a l'horari de tancament dels locals en què es pot ballar o expendre alcohol (sobretot al món anglosaxó i alguns països d'Iberoamèrica), s'anomenen afterhours els locals oberts després de l'horari de tancament legalment establert, mentre que en altres països s'usa principalment per a locals que obren al matí. En algunes ciutats dels Estats Units d'Amèrica i Canadà, a aquests locals se'ls prohibeix de vendre alcohol, raó per la qual s'hi venen sobretot begudes energètiques.
Les legislacions dels diferents països que han intentat regular els afterhours no han estat exemptes de polèmica. S'argumenta a favor de la liberalització que una actitud restrictiva afavoreix l'hàbit de prendre alcohol de manera compulsiva a prop de l'horari de tancament obligatori. També s'argumenta a favor de la liberalització d'horaris amb la llibertat personal, així la secretària de cultura de Gran Bretanya, Tessa Jowell, va argumentar que la liberalització va ser necessària «perquè la gran majoria de persones que beuen i no tenen mai problemes tinguin més llibertat sobre quan beuen».
En regions amb legislacions estrictes, són freqüents afterhours en forma de clubs privats. En altres casos operen de manera semilegal sota altres llicències com la de cafeteria.